# 5751 (ano hebraico)
5751 (hebraico: ה'תשנ"א) foi um ano hebraico correspondente ao período após ao pôr do sol de 19 de setembro de 1990 até ao pôr do sol de 08 de setembro de 1991 do calendário gregoriano.
| Mês judaico | Calendário gregoriano                                                                   |
| ----------- | --------------------------------------------------------------------------------------- |
| Tishrei     | após o pôr do sol de 19 de setembro de 1990 até ao pôr do sol de 19 de outubro de 1990  |
| Cheshvan    | após o pôr do sol de 19 de outubro de 1990 até ao pôr do sol de 17 de novembro de 1990  |
| Kislev      | após o pôr do sol de 17 de novembro de 1990 até ao pôr do sol de 17 de dezembro de 1990 |
| Tevet       | após o pôr do sol de 17 de dezembro de 1990 até ao pôr do sol de 15 de janeiro de 1991  |
| Shevat      | após o pôr do sol de 15 de janeiro de 1991 até ao pôr do sol de 14 de fevereiro de 1991 |
| Adar        | após o pôr do sol de 14 de fevereiro de 1991 até ao pôr do sol de 15 de março de 1991   |
| Nissan      | após o pôr do sol de 15 de março de 1991 até ao pôr do sol de 14 de abril de 1991       |
| Iyyar       | após o pôr do sol de 14 de abril de 1991 até ao pôr do sol de 13 de maio de 1991        |
| Sivan       | após o pôr do sol de 13 de maio de 1991 até ao pôr do sol de 12 de junho de 1991        |
| Tammuz      | após o pôr do sol de 12 de junho de 1991 até ao pôr do sol de 11 de julho de 1991       |
| Av          | após o pôr do sol de 11 de julho de 1991 até ao pôr do sol de 10 de agosto de 1991      |
| Elul        | após o pôr do sol de 10 de agosto de 1991 até ao pôr do sol de 8 de setembro de 1991    |

## Dados sobre 5751
- Ano comum regular (kesidrah): 354 dias
- Cheshvan com 29 dias e Kislev com 30 dias
- Ciclo solar: 11º ano do 206º ciclo
- Ciclo lunar: 13º ano do 303º ciclo
- Ciclo Shmita: 4º ano
- Ma'aser Sheni (dízimo para Jerusalém)

## Fatos históricos
- 1921º ano da destruição do Segundo Templo
- 43º ano do estabelecimento do Estado de Israel
- 24º ano da libertação de Jerusalém